# Cathédrale du Christ-Sauveur de Johnstown
Cette  cathédrale n’est pas la seule cathédrale du Christ-Sauveur.
La cathédrale du Christ-Sauveur de Johnstown en Pennsylvanie est le siège de l'Église orthodoxe carpato-ruthène américaine.